# Rádio Clube de Santos
Rádio Clube de Santos foi uma emissora de rádio brasileira sediada em Santos, cidade do estado de São Paulo. Operava no dial AM, na frequência 1240 kHz, e era uma emissora própria da Rede Aleluia. É a primeira estação de rádio instalada em Santos e no litoral paulista, fundada em 4 de abril de 1925. Estava sob a administração da Igreja Universal do Reino de Deus desde 1994, quando veio adquirir seu controle total somente no início dos anos 2000.

## História
A iniciativa de instalar a primeira estação de rádio em Santos teve início em 1923, quando Paulo C. Suplicy e Frederico Magalhães Hafers construíram um receptor na cidade, causando grande admiração, especialmente a Roberto Simonsen, amigo em comum que entrou com ideia de fundar uma sociedade radiofônica, que recebeu o nome de S/A Rádio Industrial, cujos aparelhos receberam a denominação de Rádio Rex, premiados com medalha de ouro. No entanto, havia carência de uma emissora de rádio local, pois a recepção exterior ainda era muito deficiente. Logo, a S/A Rádio Industrial não foi levada adiante.
Com apoio de Domingos Fernandes, proprietário do Recreio Miramar, que cedeu um dos seus salões para a instalação dos primeiros equipamentos, e sociedade de Paulo C. Suplicy, Frederico Magalhães e Max Valdez, o Rádio Club de Santos era inaugurado em 26 de dezembro de 1924. Inicialmente operava com 50 watts de potência, através de um transmissor Pekan (transmissão restrita ao Miramar), e suas primeiras transmissões eram acompanhadas de São Paulo pelos engenheiros Amaral Cezar, Jorge Corbisier e Leonard Jones. O objetivo inicial da emissora era recrear seus associados e ouvintes, que eram poucos devidos as dificuldades de transmissão, restrita ao horário das 20 às 22 horas. Posteriormente, ganha mais uma faixa horária de transmissão (10 às 12 horas). O clube era mantido por seus associados próprios, que pagavam mensalidades, grande parte radioamadores. A parte técnica da rádio estava sob responsabilidade de Jovino de Melo, e os sócios auxiliavam na programação, selecionando os discos e os anunciando no microfone.
Sua inauguração como uma emissora de rádio ocorreu em 4 de abril de 1925, sendo então a primeira instalada no litoral paulista e uma das primeiras instaladas no Brasil, sendo que sua licença oficial foi assinada no dia 30 de novembro de 1926. O discurso inaugural foi narrado por João Carvalhal Filho e teve como primeiro presidente Antenor da Rocha Leite. Em seu primeiro ano de funcionamento, a Rádio Clube enfrentou dificuldades financeiras, tendo como solução convidar o radioamador Hermenegildo da Rocha Brito para ocupar um cargo na diretoria, conduzido à presidência da sociedade em 1927. Na direção da emissora, Rocha Brito iniciou a instalação de um transmissor mais potente, inseriu comerciais em sua programação, e contratou o que seria o primeiro locutor da Baixada Santista, Paulo de Afonseca Faria - até então cargo de Jovino de Melo, mas que acumulava todas as funções na emissora.
Rocha Brito acaba por desenvolver uma programação para a Rádio Clube que iria influenciar as demais emissoras brasileiras que surgiriam após. Em 1928, a professora Renira Catunda, a vovó Barnabé, lançava o primeiro programa infantil, apresentado em conjunto com Francisco Duarte, numa faixa denominada Hora Infantil, onde as crianças apresentavam seus talentos artísticos. Com grande sucesso, o programa se manteve por vários anos, chegando em seu auge com Alayde Camargo (Dindinha Sinhá), se mantendo até o final da década de 1940.
Em 1930, a Rádio Clube inaugura um transmissor de marca Phillips, importado da Holanda. Em abril de 1932, com o auxílio do comércio de Santos, a emissora adquire a primeira parte de seu terreno, na Rua José Cabalero, e consegue iniciar a construção de seu prédio através de uma rifa de um bilhete de Natal, da Loteria da Espanha. No dia 8 de julho, a Clube se despede do Miramar, realizando suas últimas transmissões com expectativa de instalação em novo local no dia seguinte. Com o início da Revolução Constitucionalista ocorrendo na data planejada, a mudança definitiva só ocorreu no dia 16 de julho. A Clube também havia participado dos antecedentes da revolução, com a transmissão de palestras lideradas por padre João Batista de Carvalho, Ibraim Nobre e outros. Com a proibição do funcionamento de emissoras de rádio como agremiações amadoras (os rádio clubes), Rocha Brito transformou a Rádio Clube de Santos numa sociedade comercial, dividindo as ações entre os 96 membros do quadro acionário.
Dentre os artistas e personalidades do rádio que iniciaram suas carreiras na Rádio Clube de Santos estão Raul Duarte, Renato Macedo, Renata Fronzi, Cacilda Becker, Mota Neto, Ribeiro Filho, Ermindo Peruzzi, Leny Eversong (Hilda Campos), Silvino Neto (ainda como cantor, antes de se tornar humorista), Manuel Reis, Romilda Simões, José Ferreira, Plínio Ferraz, Toledo Duarte, Vicente Leporace, Zezé Lara, Araken Patusca e Luiz Américo, dentre outros. Artistas como Gregório Barrios, Carlos Galhardo, Orlando Silva, Dircinha e Linda Batista, Vicente Celestino, Manoel de Nóbrega, Ronald Golias, Hebe Camargo, Chocolate, Alberto Ribeiro, Walter Forster, Lamartine Babo, Carmem Miranda, Sílvio Caldas, Heleninha Costa, Lolita Rodrigues, Antônio Marcos, Ronie Von e Sérgio Reis também se apresentaram no auditório da emissora.
Na madrugada de 9 de junho de 1968, a Rádio Clube sofre um incêndio que atingiu o palco — o teto acabou cedendo — e 40% da discoteca, onde foram perdidos aproximadamente 4 mil discos e os equipamentos do Teatro de Universitários de São Paulo (TUSP), que estavam se apresentando com a peça Os Fuzis. O prejuízo inicial era de NCr$ 50.000,00. Os estúdios não foram atingidos e os bombeiros tentavam salvar gravadores, vitrola, documentos e gravações da emissora. Apesar dos problemas, a rádio retornou ao ar no dia seguinte.
Rocha Brito permaneceu na presidência da Rádio Clube de Santos até sua morte, em março de 1993. Posteriormente, o controle acionário foi transferido ao jogador de futebol Pelé (que era um dos acionistas ainda na década de 1980), representado por seu irmão, Jair Arantes do Nascimento (diretor-secretário da emissora), tendo como diretor-tesoureiro Luciano Arias Filho e na presidência, como homenagem, Hermenegildo Rocha Brito. Ainda constavam como sócios o industrial Vasco Faé e o ex-prefeito José Gomes. Entre maio e junho de 1993, a Rádio Clube foi vendida para Maria Alice Antunes Álvares Affonso, cunhada do ex-senador paulista Almino Affonso. Teve sua programação reformulada, mantendo um departamento de jornalismo com equipes nos três turnos, programação esportiva e aluguel de horários na madrugada. Com isso, passou da última colocação para a segunda colocação em audiência, perdendo somente para a Rádio Cultura. Apesar do bom retorno, a Rádio Clube encerrou sua programação em 6 de outubro de 1994, demitindo 50 pessoas e vendendo toda sua programação para a Igreja Universal do Reino de Deus por cerca de 30 mil reais mensais, passando a ser dirigida por Roberto Luiz de Oliveira.
Até registro de 1996, a Rádio Clube de Santos ainda permanecia em sua sede original na Rua José Cabalero, no bairro Areia Branca (que viria a se chamar Jardim Rádio Clube em homenagem a emissora). Manteve seu estúdio completo, exceto seu auditório, que tornou-se um cinema por alguns anos — o Cine Alhambra. O acervo contábil foi transferido para o Museu da Imagem e do Som de Santos. Seus equipamentos, no entanto, passaram a ser localizados numa área na Rodovia Pedro Taques, já que o local anterior permaneceu como propriedade de Pelé. Em 2002, o prefeito Beto Mansur desapropriou o terreno através do Decreto n.º 3.876, que descreveu o local "em péssimo estado de conservação", destinando para a  construção da 2.ª fase do conjunto habitacional Vila Pelé, destinado à moradias populares sob a responsabilidade da COHAB-ST.
No início dos anos 2000, a Rádio Clube de Santos foi vendida para a Igreja Universal do Reino de Deus. Posteriormente, seus prédios foram demolidos e deram lugar a um flat. Em 2005, passou a transmitir em conjunto com a Rádio Enseada, no FM. Em 2015, o Ministério Público Federal (MPF) entra com ação para suspender a concessão da Rádio Clube, cujo sócio era o deputado federal Antonio Bulhões (PRB), que pela Constituição não podia ser proprietário da emissora. O pedido liminar foi rejeitado pela Justiça Federal em primeira instância e passou por decisão do Tribunal Regional Federal da 3ª Região (TRF-3). Em 2016, o TRF-3 decidiu suspender as transmissões da emissora. Em 23 de maio de 2018, a Justiça Federal decide cancelar a outorga da Rádio Metropolitana Santista Ltda. e que a frequência ocupada deve ser relicitada. A defesa de Bulhões afirmou à Justiça que ele não fazia mais parte do quadro societário da emissora. A decisão da Justiça afirma que ele manteve controle através de outras empresas e manteve o entendimento do TRF-3. Apesar do cancelamento e da remoção dos dados da outorga no sistema da Anatel, a 1240 kHz retornou ao ar em novembro de 2018.